# 김영승 (1993년)
김영승(한국 한자: 金泳勝, 1993년 2월 22일 ~ )은 대한민국의 전 축구 선수이자, 모델이다.

## 선수 경력
용인시축구센터에 다니던 김영승은 2009년 FIFA U-17 월드컵에 출전해 주장으로 활약하였으며, 2010년 스페인의 세비야의 유스팀에 입단하였지만, 부상으로 2013년 국내로 돌아와 호원대학교에 입학하였다.
2014년 드래프트를 통해 대전 시티즌에 입단하였다. 하지만 주전 경쟁에 어려움을 겪으며 많은 출전 기회를 갖지 못하다가 우승을 확정 지은 후 열린 안산 경찰청과의 시즌 마지막 경기에서 선제골을 넣었다. 2015년엔 광주 FC와의 FA컵 경기에서 결승골을 넣기도 하였으나 이후에도 출전 기회를 잡지 못하다가 9월 연예인 데뷔를 목적으로 대전과의 계약을 해지하였다.

## 수상 내역

### 클럽

#### 대전 시티즌
- K리그 챌린지
  - 우승 1회 : 2014

## 연예인 경력
몰라 안봐서

## 출연 작품

### 영화
- 《오빠생각》 (2016)